# Tichon Nikolaevič Chrennikov
Tichon Nikolaevič Chrennikov (in russo Тихон Николаевич Хренников?; Elec, 10 giugno 1913 – Mosca, 14 agosto 2007) è stato un compositore sovietico.
Compose tre sinfonie, quattro concerti per pianoforte, due concerti per violino, due concerti per violoncello, otto opere, cinque balletti, operette, musica da camera, e per film.

## Biografia
Chrennikov studiò pianoforte fin dall'infanzia, e composizione alla Scuola statale di musica Gnessin dal 1929 al 1932 e più tardi al Conservatorio di Mosca dal 1932 al 1936.
Nel 1948, Andrej Ždanov lo nominò segretario generale dell'Unione dei compositori dell'URSS, carica che avrebbe ricoperto fino allo scioglimento dell'Unione Sovietica nel 1991.
Fu professore al Conservatorio di Mosca e per 25 anni e fu membro della giuria del Concorso internazionale Čajkovskij.